# Strangers on a Treadmill
Strangers on a Treadmill é o quarto episódio da segunda temporada da série Modern Family. O episódio foi exibido originalmente pela ABC no dia 13 de outubro de 2010 nos EUA.

## Sinopse
Claire e Mitchell tentam poupar Phil e Cameron de um constragimento fazendo um pacto; Mitch terá que dizer a verdade para phil enquanto Claire terá que dizer uma dolorida verdade para Cam. Haley tenta ensinar Alex como ser Legal o que será uma tarefa muito complicada. Gloria diz que Jay não conhece seus funcionários e Jay leva Glória para a "Quinceañera" da filha de uma funcionária, no final Glória e Jay invadem uma festa colombiana por engano.